# Les-Rues-des-Vignes Communal Cemetery
Les-Rues-des-Vignes Communal Cemetery is een Britse militaire begraafplaats gelegen in de Franse plaats Les-Rues-des-Vignes (Noorderdepartement). De begraafplaats wordt onderhouden door de Commonwealth War Graves Commission.
De begraafplaats telt 3 geïdentificeerde Gemenebest graven uit de Eerste Wereldoorlog.